# Rota (navegação)

Rumo e rota (de A para B)
1 – Norte verdadeiro
2 – Rumo verdadeiro, direção para onde aponta a nave
3 – Norte magnético - norte verdadeiro + declinação (6)
4 – Norte da agulha - norte verdadeiro + declinação (6) + desvio da agulha (5)
5 – Desvio da agulha, causado pelo campo magnético da nave
6 – Declinação magnética
7 – Rumo da agulha - sem correção de desvio nem declinação
8 – Rumo magnético - com correção de desvio e sem correcão de declinação
9, 10 – Efeitos de vento e correntes, que fazem o caminho diferente do rumo
A, B – Rota da nave

Rota é a direção na qual uma embarcação ou aeronave se pretende deslocar, ou seja, o ângulo entre essa direção e uma direção de referência, normalmente a do norte verdadeiro. A rota não é necessariamente a direção na qual a nave efetivamente se desloca (caminho) ou aquela para onde a nave aponta (rumo)
A diferença em ângulo entre o rumo e a rota é o abatimento, e a diferença em ângulo entre a direção na qual a nave se pretende deslocar (rota) e aquela na qual efetivamente se desloca (caminho) é o erro de rota. O rumo é calculado de maneira a que o caminho coincida com a rota.